# NGC 7016
NGC 7016 é uma galáxia elíptica (E) localizada na direcção da constelação de Capricornus. Possui uma declinação de -25° 28' 07" e uma ascensão recta de 21 horas, 07 minutos e 16,2 segundos.
A galáxia NGC 7016 foi descoberta em 1886 por Frank Leavenworth.